# 澳門廣州地區聯誼會青年委員會

澳門廣州地區聯誼會青年委員會標誌

澳門廣州地區聯誼會青年委員會（簡稱穗澳青委）成立於1998年5月23日，附屬於澳門廣州地區聯誼會。創會主任為馬志強，現屆會長為馬志達。

## 宗旨
團結愛祖國、愛澳門、有志向的本澳青年，共同為澳門社會進步、經濟繁榮、文化傳統的發展作出積極貢獻為宗旨。

## 曾舉辦活動

### 2018年
- 12月：第十四屆閃電杯足球賽
- 11月：青年領袖培訓計劃2018
- 10月：2018澳門青年學生升學交流體驗計劃
- 8月：第二十屆暑假3人籃球賽
- 8月：第十二屆紅色之旅

### 2017年
- 12月：第十三屆閃電杯足球賽
- 10月：2017澳門青年學生升學交流體驗計劃
- 8月：第十九屆三人籃球賽
- 7月：第十一屆紅色之旅

### 2007年
- 閩澳兩地文化交流團
- 佛港澳青年交流團
- 7月：暑期3人籃球賽2007
- 8月：粵湘贛澳四地文化交流團
- 12月：第三屆閃電杯足球賽

### 2006年
- 情牽元宵─相約澳門晚會
- 內地高等學府交流體驗營
- Flash設計比賽
- 8月：06暑期電腦班
- 四地青年廣州夏令營
- 暑期3人籃球賽2006
- 澳門社會知多D—破解世遺密碼
- 12月：清澳學生交流遊學團

### 2005年
- 「青年心繫祖國」國情研習之旅
- 穗澳青委網頁設計比賽
- 暑期三人籃球賽 2005
- 再續清風送暖清澳學生生活體驗營
- 澳門社會知多D
- 閃電杯足球賽2005
- 澳門禪城區聯誼會拜訪團

### 2004年
- 第一屆全城極慢速綿羊仔比賽
- 三人籃球賽 2004
- 「綠衣裳」工程
- 澳門基本法問答比賽
- 慶回歸五周年之「我的最愛」- 第一屆模仿大賽

### 2003年
- 暑期三人籃球賽 2003
- 「綠衣裳」工程-環保推廣活動

## 會址
- 中文：澳門羅神父街時代工業大廈5樓
- 葡文：Rua do Padre António Roliz Edifício Industrial Si Toi 5F, MACAU

## 外部連結
- 澳門廣州地區聯誼會青年委員會官方網站 - 傳統版本
- 澳門廣州地區聯誼會青年委員會官方網站 - Wiki版本[永久]